# A5 (Frankrijk)
De Autoroute 5 (A5) is een Franse snelweg die loopt van La Francilienne, nabij Parijs via Troyes naar de A31 bij Beauchemin. De weg was af in 1990 en is aangelegd om de A6 te ontlasten.

## Geschiedenis
Na de aanleg van de A5 in de jaren negentig had deze autosnelweg beginpunten in Parijs. Bij Melun kwamen ze samen en liepen ze verder richting Troyes. De westelijke tak heette A5a en de oostelijke A5b.
In 1996 werd de westelijke hoofdtak, de A5a, omgenummerd tot A5 en de oostelijke, secundaire tak, de A5b, werd de A105.